# Johann Friedrich Anton Dehne
Johann Friedrich Anton Dehne (* 13. Dezember 1787 in Schöningen; † 10. April 1856 in Niederlößnitz; auch Anton Dehne) war ein deutscher Pharmazeut und Naturforscher. Sein offizielles botanisches Autorenkürzel lautet „Dehne“.

## Leben und Wirken
Dehne, als Sohn eines Arztes in Schöningen bei Braunschweig aufgewachsen, absolvierte ab 1802 in Hamburg eine Apothekerlehre. In den Jahren 1808 und 1809 studierte er an der Universität Helmstedt die Fächer Physik, Chemie, Mineralogie und Botanik. Nach einer Wanderschaft durch Süddeutschland und mit vorzüglichen Referenzen versehen übernahm er die Stadtapotheke zu Merseburg, wobei er nebenberuflich auch naturwissenschaftliche Vorträge hielt.
Nachdem er 1817 in Leipzig zum Dr. phil. promoviert wurde, erwarb Dehne im Jahr 1819 eine Apotheke in Penig. Im gleichen Jahr veröffentlichte Dehne sein einziges Buch, das einen Bericht über eine Harzreise gibt, dessen Schwerpunkt im Gegensatz zu Heinrich Heines fünf Jahre später erschienenen Harzreise jedoch die botanischen und mineralogischen Besonderheiten des Harzes sind.
In Penig widmete er sich neben seiner Apothekertätigkeit wissenschaftlichen Fragestellungen. Darüber hinaus war Dehne „seiner liebenswürdigen Verschrobenheit wegen […] bald als volkstümliche Figur bekannt.“ Im Alter von etwa 50 Jahren gab er seinen Beruf als Apotheker in Penig auf.

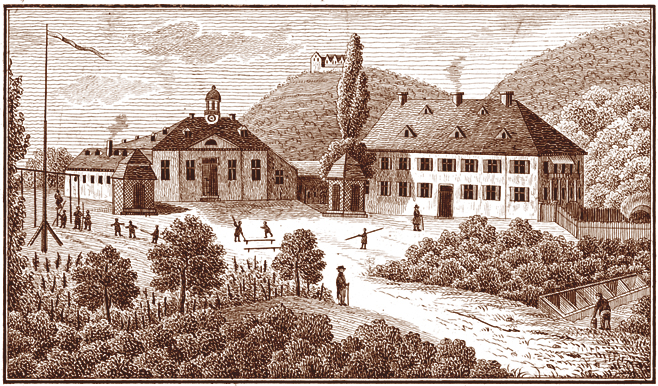
Grundhof, Lithografie um 1830

1837 erwarb Dehne für 9.000 Taler den Grundhof mit damals 7,2 Hektar Weinberg in der Niederlößnitz, um sich seiner naturkundlichen Forscher- und Sammlertätigkeit zu widmen. Als Insektenkundler und als Botaniker sammelte er, Vögel und Kleinsäugetiere ließ er sich bis aus Amerika kommen, und mit Fossilien beschäftigte er sich. Unzählige Fachaufsätze publizierte Dehne, der Mitglied der Naturforschenden Gesellschaft zu Leipzig war, über seine Erkenntnisse.
Im Jahr 1840 entdeckte der Naturforscher Dehne einen bis dahin unbekannten Schmarotzerpilz, den er seinem Freund und Kollegen Gottlob Ludwig Rabenhorst zur Bestimmung überließ. Dieser gab dem aus der Gattung der Echten Becherlinge (Familie der Becherlingsverwandten) stammenden Pilz die nach Dehne benannte Bezeichnung Peziza dehnii.
1841 beschrieb Dehne die Tiergattung Micromys, deren einziger Vertreter die Zwergmaus (Micromys minutus) ist. Dehne selbst glaubte, in der Lößnitz einen weiteren Vertreter dieser Gattung entdeckt zu haben, die Micromys agilis Dehne. Die heutige Forschung jedoch relativiert diese wie auch andere vermeintliche Erstbeschreibungen Dehnes.
Nachdem er auf seinem Anwesen neben einem Englischen Landschaftspark auch große Gewächshausflächen mit teilweise exotischen Pflanzen angelegt hatte, präsentierte er seine Sammlungen gern der Öffentlichkeit. Der sächsische König Friedrich August II. war mehrfach Gast auf dem Grundhof.
Auch bei seinen Nachbarn war Dehne, ein zwar kleiner und kränklicher Mensch, jedoch umgänglich, bescheiden und von Liebe zur Natur geprägt, beliebt und geachtet. Bereits 1839 bei der Gründung der Landgemeinde Niederlößnitz wurde Dehne mit absoluter Stimmenmehrheit zum Ersten Gemeindeältesten gewählt.
Dehne hinterließ zwei Söhne, den Ökonomen Heinrich Ludwig Dehne (1820–1868) und den Hütteningenieur Carl Anton Bernhard Dehne (* 1824), der 1874/75 nach langem Auslandsaufenthalt in die Lößnitz zurückkehrte.
Von Anton Dehne ist kein Grabstein überkommen, jedoch an seinen Sohn Carl Anton Bernhard erinnert ein verwitterter Grabstein auf dem Kötzschenbrodaer Friedhof (Alter Friedhof oder Friedhof Radebeul-West).

## Schriften
- Verzeichnis derjenigen Reptilien, welche Herr Dr. Rabenhorst im Jahre 1847 gefunden und mir gütigst überlassen hat. In: Allgemeine deutsche naturhistorische Zeitung (Zeitschriftenband N.F.2.1856 + Literaturblatt 1856). (Online-Version).